# 声楽学科
声楽学科（せいがくがっか）は、大学の学科のひとつ。声楽学科では声楽に関する知識及び技術について学ぶ。
基本的には音楽大学の音楽学部に設置されている学科で、歌曲やオペラ、宗教曲などのクラシック音楽に関する声楽を中心とした教育・研究が行われている。また一部の大学ではポピュラー音楽を習うところもある。声楽学科で取得できる資格として教員免許や音楽療法士などがある。

## 声楽学科を持つ日本の大学

### 国立大学
- 東京芸術大学

### 私立大学
関東
- 昭和音楽大学
- 武蔵野音楽大学